# Wyciągając rękę po... dobry ynteres
Wyciągając rękę po... dobry ynteres – pierwszy album zespołu WC nagrany w czerwcu 1994 w studio „Złota Skała” i wydany w tym samym roku przez wytwórnię Silverton.

## Lista utworów
1. „Bodziu wyłącz tamten wzmacniacz (cz. I)”
2. „Walka o przetrwanie”
3. „Masturbacja”
4. „Szczęście”
5. „Agresja”
6. „Jestem tank”
7. „Al-Afrat”
8. „Nie chcę za was umierać”
9. „Bez sensu”
10. „Nowo-nowe...”
11. „Stagnacja?”
12. „Ja”
13. „Ballada o twoim ryju”
14. „Blitzkrieg”
15. „Łazienka”
16. „Bodziu wyłącz tamten wzmacniacz (cz. II)”

## Twórcy
- Jaromir Krajewski – wokal
- Leszek Weiss – gitara, wokal
- Eryk K. Bielik – gitara
- Wiesław Wójtowicz – gitara basowa, wokal
- Grzegorz Kędzia – perkusja

Realizacja:
- Marek Grzesik – nagranie
- Jarosław „Smok” Smak – nagranie i miksowanie
- Robert Brylewski – miksowanie i mastering